# Valea Ciorii
Valea Ciorii è un comune della Romania di 1 956 abitanti, ubicato nel distretto di Ialomița, nella regione storica della Muntenia.
Il comune è formato dall'unione di 4 villaggi: Bucșa, Dumitrești, Murgeanca, Valea Ciorii.